# Hüpfburg

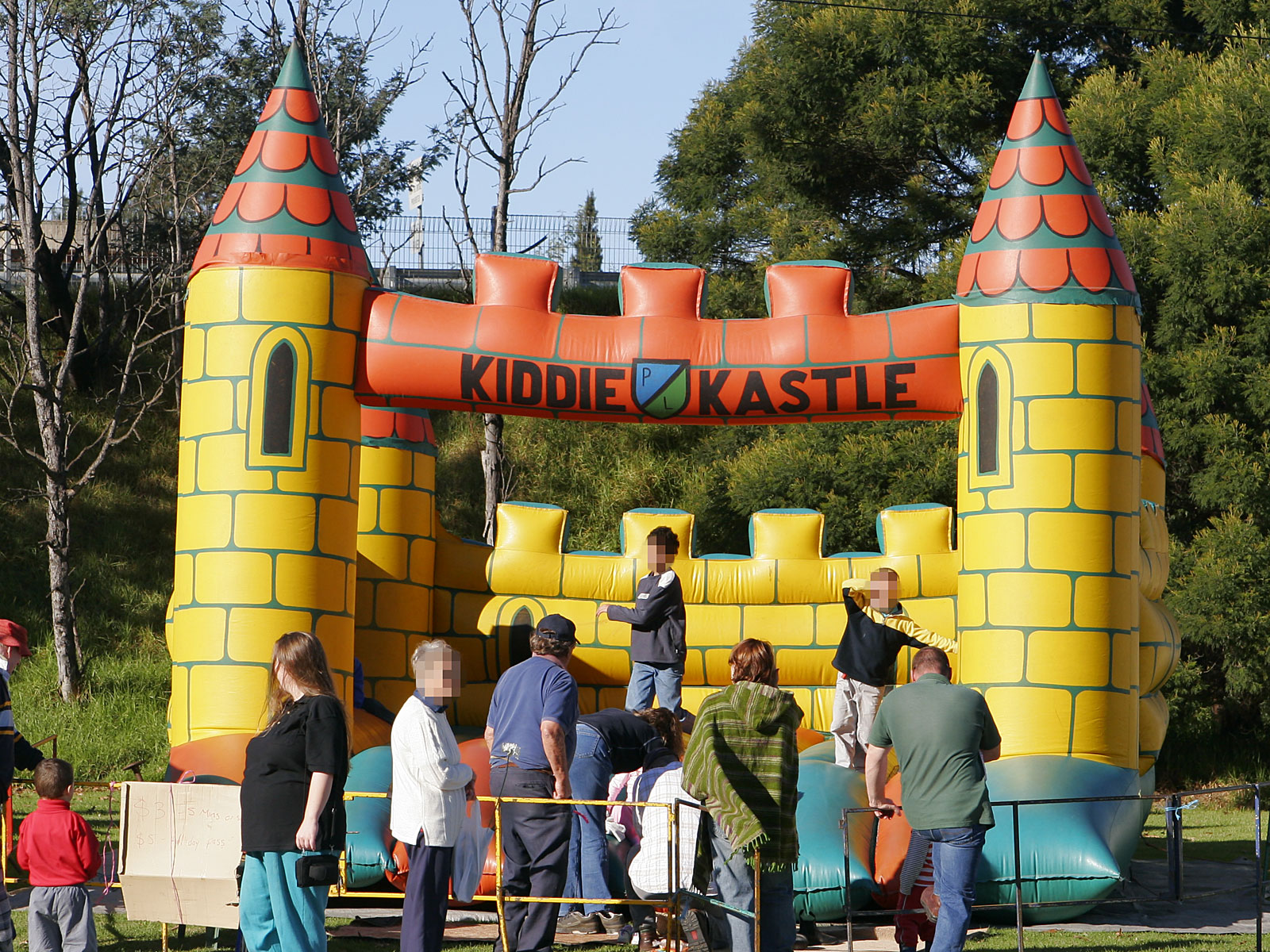
Hüpfburg in Burgform

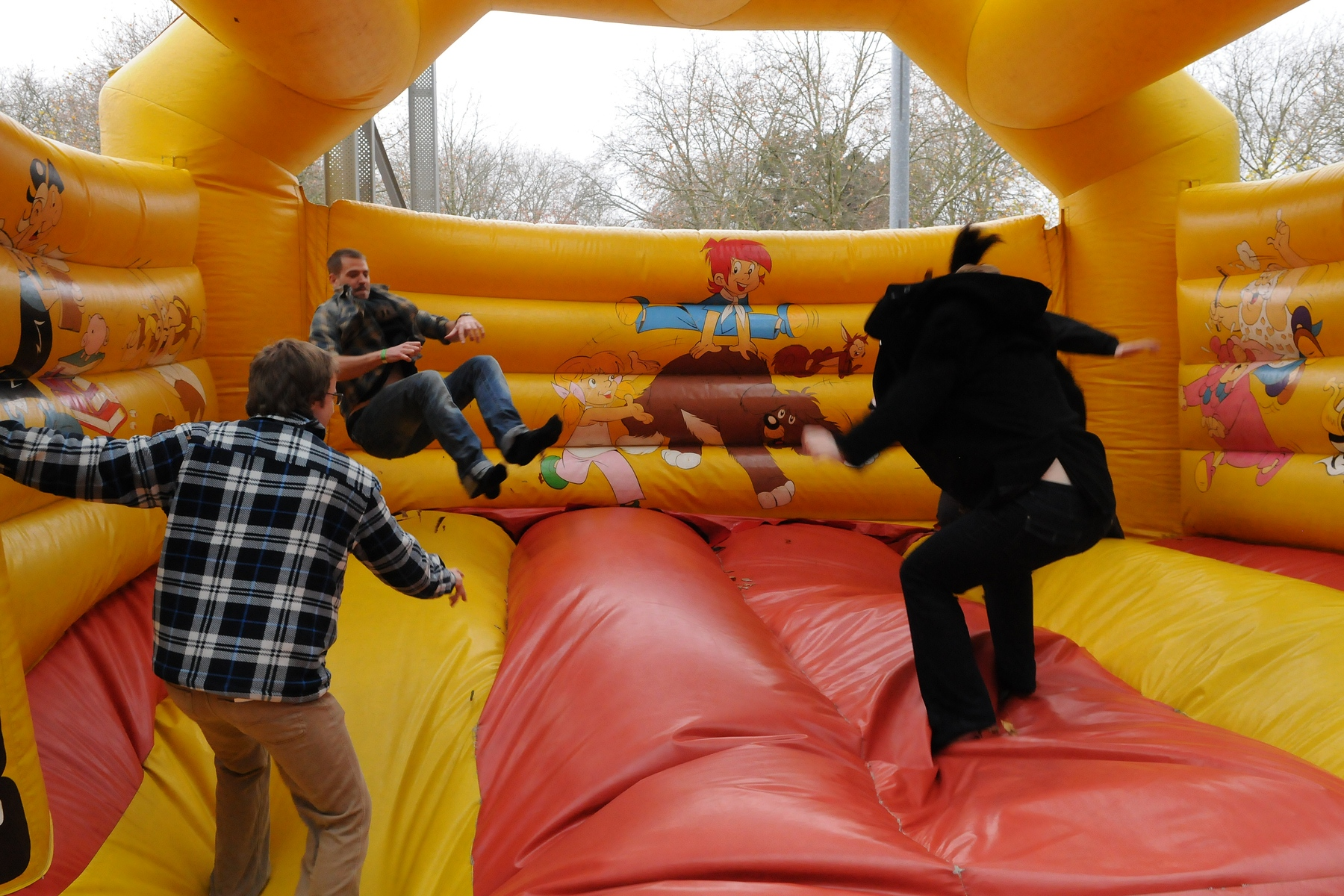
Hüpfburg auf dem Bundesparteitag 2012 der Piratenpartei Deutschland

Eine Hüpfburg, Springburg oder Luftburg ist ein Gebilde aus luftdichtem Gewebe, das mit Hilfe von Druckluft aufgeblasen werden kann. Es gibt die verschiedensten Formen, Farben und Größen.
Meist findet man Hüpfburgen auf Festen oder Veranstaltungen. Mittlerweile gibt es ganze Hüpfburgenparks, in denen Kinder sich austoben können.

## Gebrauchshinweise
Gewöhnlich werden Hüpfburgen barfuß oder mit Socken betreten, da spitze Teile an Schuhen das Gewebe verletzen könnten. Dies beugt aber auch Verschmutzungen vor und verlängert so das Leben einer Hüpfburg (vgl. Porosität)
Aufgrund der Gummi-Hohlraum-Architektur können die Strukturen aufgeblasen durchaus 10 × 10 × 10 Meter groß werden. Im Ruhezustand sind sie jedoch leicht im Kofferraum eines Kombi-PKW o. ä. zu transportieren.

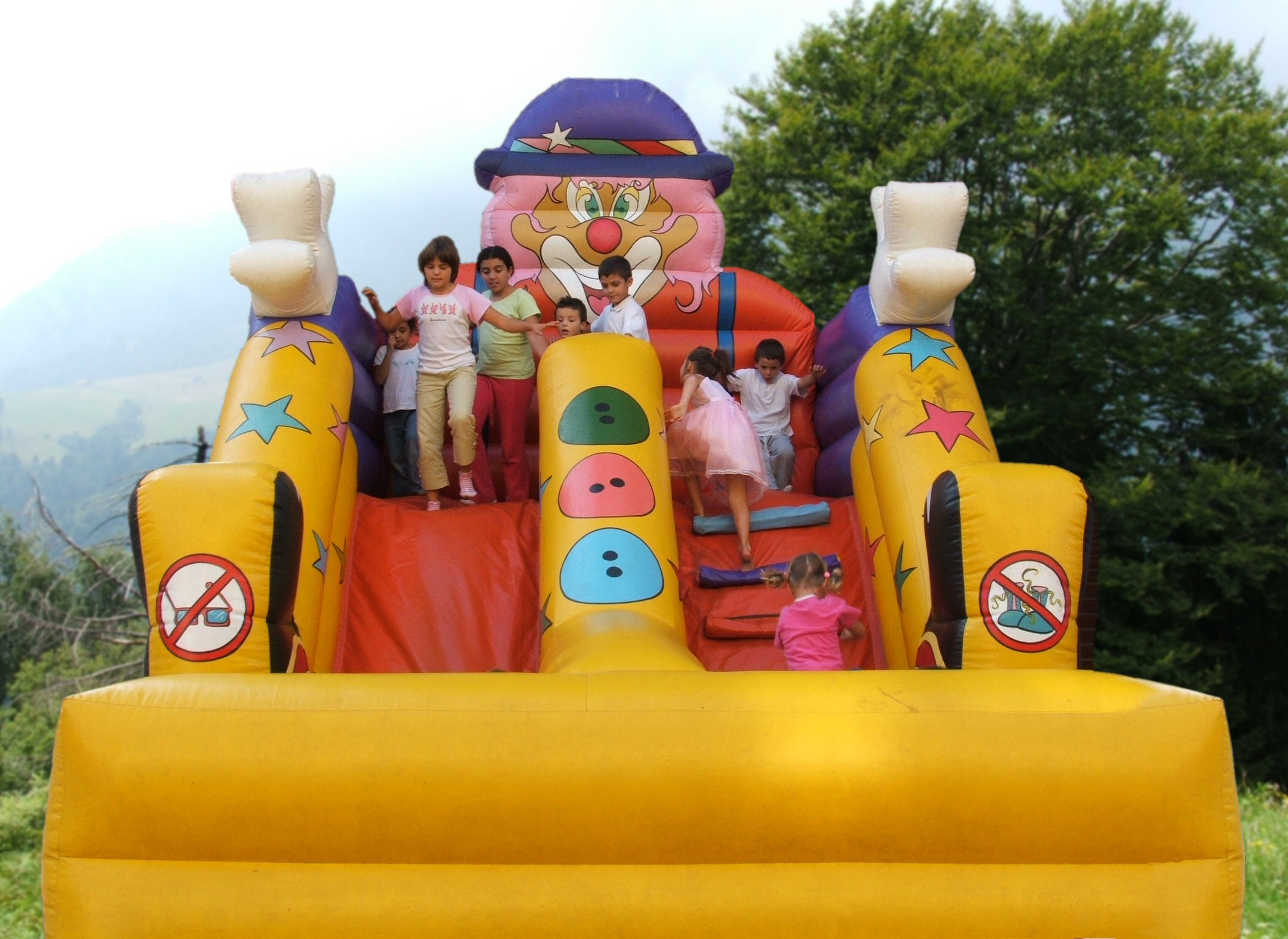
Aufgeblasene Hüpfburg mit Rutschbahn

Da einfache Nähte beim Zusammenfügen der Teile verwendet werden, entweicht konstant Luft aus einer Hüpfburg. Dies würde die Burg schnell wieder schlaff werden lassen. Daher wird während des Betriebes ausreichend Luft nachgeführt und die Hüpfburg so in Form gehalten.

## Aufbau
Idealerweise legt man eine Plane zum Schutz unter die Burg. Nun wird das Gebläse angeschlossen, das die Burg aufbläst. Da Hüpfburgen relativ leicht sind, wird Rasen bei Standzeiten unter einem Tag kaum beeinträchtigt und kann sich gut erholen.
Hüpfburgen sind wegen ihrer Größe und ihres geringen Gewichtes anfällig gegen Wind. Daher sind sie mit Heringen und Seilen vor der Benutzung zu sichern.

## Vorteile
- Kinder haben Spaß, sind aktiv und haben die Möglichkeit, sich auszutoben.
- Hüpfburgen eignen sich meist auch als Reklameträger, da sie mit ihren bunten Farben Familien mit Kindern zu den verschiedensten Veranstaltungen locken.
- Eine betreute Hüpfburg bietet Spaß über viele Stunden.
- Hüpfburgen können – im Gegensatz zu Karussellen oder anderen Geräten – in Eigenregie betrieben, aufgebaut und abgeholt werden.

## Nachteile
- Aufgrund des Gebläses benötigt man über die komplette Einsatzzeit der Burg Strom.
- Gefahr droht, wenn Kinder in der Burg zusammenstoßen oder aus der Burg geschleudert werden.
- Ebenfalls sollte schnell reagiert werden, wenn das Gebläse ausfällt, da die Burg schnell in sich zusammenfällt und eventuell Kinder unter sich begräbt (Erstickungsgefahr).
- Die Burgen können bei Windböen wegfliegen, wenn sie nicht ausreichend gesichert sind oder die Sicherung reißt. Einige Unfälle dieser Art forderten Todesopfer und Schwerverletzte.(Siehe Unglückfälle)
- Die Burgen können explodieren, zum Beispiel durch starke Wärmeunterschiede, poröses Material und platzende Nähte. (Siehe Unglücksfälle)

Die Burg ist über die komplette Betriebszeit hinweg zu beaufsichtigen. Hierzu erging ein Urteil des Landgerichts Köln.

„Die Eltern eines Kindes, welches auf einem Pfarrfest aus einer Hüpfburg geschleudert wurde und durch den harten Fall auf den Asphalt mehrere Zähne verlor, verklagten die Veranstalter auf Schadensersatz und Schmerzensgeld. Das LG Köln sprach der Klägerin 40.000 Euro zu, da die Hüpfburg nicht durchgehend beaufsichtigt wurde, und so der Betreiber seiner Verkehrssicherungspflicht nicht nachkam.“

## Technik
Hüpfburgen sind technisch mit Traglufthallen verwandt.
Das verwendete Material kann schwer entflammbares, beschichtetes PVC-Polyestergewebe sein. Die Nähte bestehen aus doppelt vernähtem (an stärker beanspruchten Stellen vierfach, z. T. besonders verstärktem) abrieb- und fäulnisbeständigem Polyester- oder Nylonfaden.
In Deutschland gibt es die CE-Kennzeichnung sowie das GS-Siegel, welches unter anderem eingehaltene Sicherheitsvorschriften für Spielzeug und Geräte im Freien bescheinigt. Diese Siegel gelten allerdings nur für privat genutzte Hüpfburgen. Bei kommerziell betriebenen Burgen ist eine Prüfung nach DIN EN14960 in Deutschland nicht Pflicht. Diese DIN EN14960 betrifft europaweit die sicherheitstechnischen Anforderungen und Prüfverfahren; Deutsche Fassung EN 14960-1:2019
Ausgabe 2020-04 Aufblasbare Spielgeräte
Des Weiteren berufen sich Hersteller bei der Qualität unter anderem auf die Inflatable Play Manufacturers Association und den ETIS-7-Standard von der Britischen Gesundheits- und Sicherheitskommission Health and Safety Executive. Der Etis-7-Standard wurde zurückgezogen und seitdem gibt es Tests und Siegel der Inflatable Play Association.

## Unglücksfälle
- 2015 kamen in Tartu, Estland zwei Kinder ums Leben, als eine starke Windbö eine Hüpfburg meterhoch durch die Luft schleuderte. Drei weitere Kinder wurden mit schweren Verletzungen ins Krankenhaus gebracht.[1]

- Im März 2016 starb in Essex ein Junge, als eine Hüpfburg davongeweht wurde.[2]

- 2017 explodierte in Caldes de Malavella eine Hüpfburg bei einem Restaurant; ein sechsjähriges Mädchen starb und mehrere Kinder wurden schwer verletzt.[3]

- 2018 starb ein Mädchen am Strand von Norfolk, als eine Hüpfburg laut Augenzeugen platzte.[2]

- 2019 starben bei einem Unfall zwei Kinder in China und zwanzig wurden verletzt.[2]

- Im Dezember 2021 starben sechs Kinder durch einen Unglücksfall auf der australischen Insel Tasmanien, zwei weitere wurden schwer verletzt.[4][5] Bei einem Schulfest am letzten Tag des Schuljahrs war eine Hüpfburg von einer Windbö in die Luft gerissen worden und die Kinder stürzten aus 10 Metern Höhe zu Boden.

- 2022 gab es in Spanien ein Unglück, bei dem ein Kind starb und mehrere Kinder schwer verletzt wurden.[6]

- In Tonndorf nahe Weimar wurden am 2. Juli 2022 drei Kinder verletzt, als sich durch Wind eine Hüpfburg überschlug.[7]

- Am 3. Juli 2022 wurde in Gondershausen im Hunsrück eine Hüpfburg von einer Windböe über einen vier Meter hohen Zaun gehoben, dabei stürzten die Kinder aus einer Höhe von vier bis fünf Metern ab, drei wurden schwer verletzt.[8]

- Im Sommer 2023 starb in Frankreich ein Vater bei einem durch Wind verursachten Hüpfburg-Unfall, und sein dreijähriges Kind wurde schwer verletzt.[9]

- Am 30. März 2024 ereignete sich ein Unfall in Krefeld, bei dem durch einen Windstoß ein Sicherungsseil riss, die Hüpfburg daher hochflog, die Kinder in die Luft schleuderte und so mehrere verletzt wurden.[10]

- Am 5. Mai 2024 wurde eine Hüpfburg in Magdeburg von einem Wirbelwind in die Elbe geweht. Vier darauf befindliche Kinder und vier Erwachsene wurden verletzt.[11]

## Varianten
- Kletterberge – fallsicher durch Luftpolsterung
- Eisberg, Absturz erfolgt ins umgebende Wasser, siehe Winterschwimmen im Achensee
- Schwimmende Hüpfburgen, auch an Stränden oder in Aquaparks
- Rodeo-Automaten – Fallsicherung
- Rutschen – z. B. Titanic Rutsche
- Menschenkicker
- bewegliche Hüpfburgen – Moving-Slides
- Bungee Run
- Stern aus verbundenen zylindrischen Wülsten zum Beklettern und Aufsitzen.

## Miete
Endkunden, also Veranstalter von Festen, mieten Hüpfburgen in der Regel tageweise für die Dauer eines Events an. Eine Standard-Hüpfburg (ca. 4 × 4 m) kostet im Verleih rund 300 bis 500 Euro pro Tag inklusive Aufbau und Betreuung.

## Kauf und Sonderanfertigung
Der Kaufpreis für eine Standard-Hüpfburg liegt bei rund 2.000 bis 5.000 Euro. Ebenfalls zu beachten ist der spätere Aufwand für Lagerung, Pflege und Wartung. Größere Unternehmen, die im Sponsoring aktiv sind oder deren Marketing-Aktivitäten oder Aktionen zur Verkaufsförderung beinhalten, lassen individuelle Hüpfburgen und Inflatables herstellen, die in den Unternehmensfarben gestaltet sind oder deren Formgebung Produkte nachbildet.